# Leidang

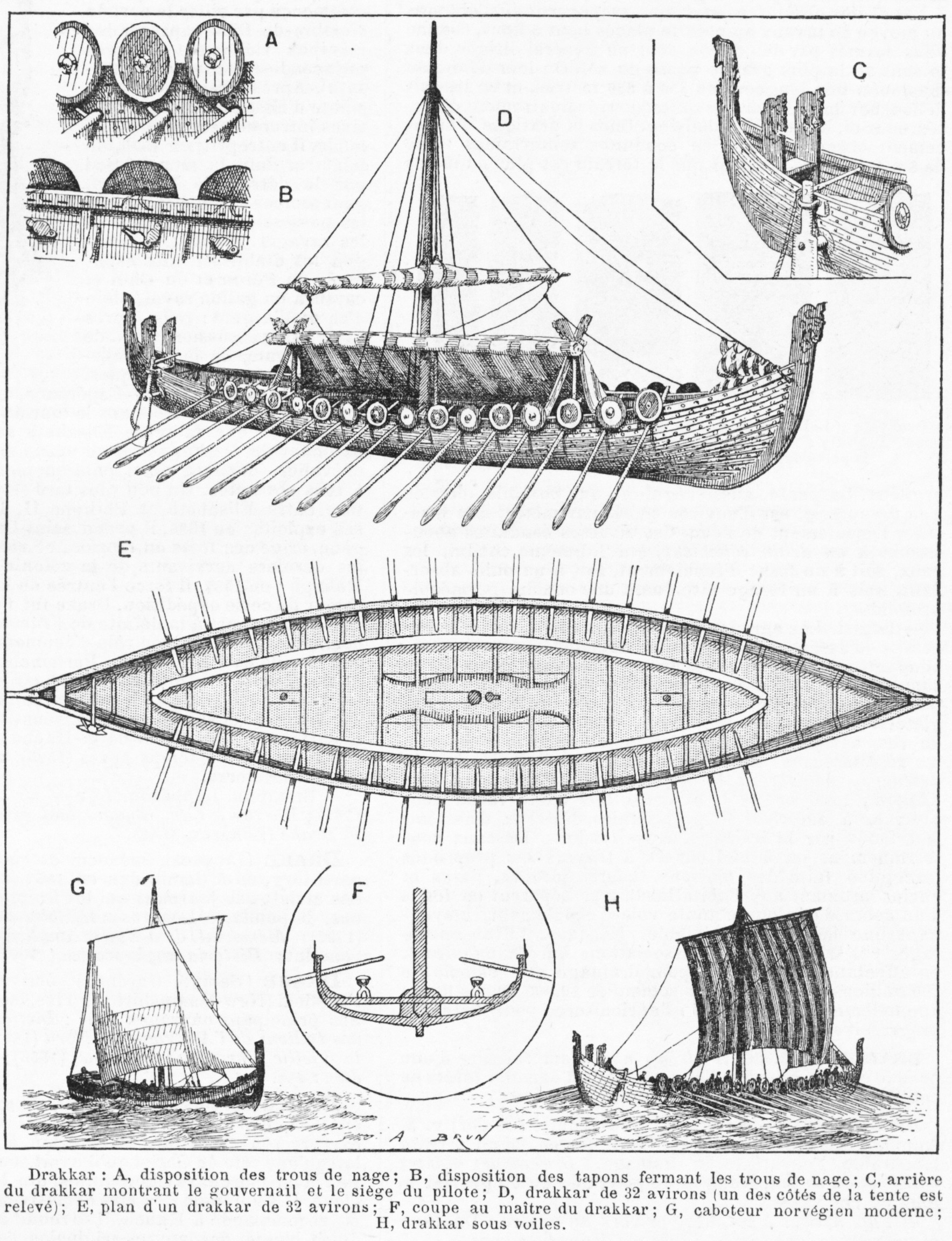
Le drakkar, bateau typique des raids vikings de leidang.

Le terme norvégien de leidang appelé aussi en danois leding, en suédois ledung, en anglais lething ou en vieux-norrois leiðangr, est une levée en masse d'hommes libres, généralement des paysans, au Moyen Âge, en Scandinavie. Il s'assimile aussi au concept de fyrd utilisé en Angleterre médiévale. Il avait pour fonction de constituer d'une flotte dans des objectifs divers que cela soit pour la défense, le pillage, ou la guerre d'agression. Le leidang était effectué normalement durant les deux ou trois mois d'été. 

## Histoire
L’origine exacte du leidang demeure incertaine. Il n’est pas mentionné dans les premières campagnes vikings. La plus ancienne attestation connue date de la fin du Xe siècle, dans la poésie scaldique, où des princes sont célébrés pour avoir convoqué les navires du leidang lors de la bataille de Hjörungavåg contre une flotte danoise.
Traditionnellement, Håkon Ier de Norvège est considéré pour être à l'initiative de la mise en place de ce système en Norvège. La mise en place du système des Leidang en Scandinavie est à l'origine des découpages administratifs des territoires au sein des royaumes.
Au XIe siècle, le leidang est une institution bien établie dans les royaumes scandinaves. Il est probable que des souverains tels que Sven à la Barbe Fourchue et Knut le Grand s’en servent pour organiser leurs campagnes militaires, notamment lors de la conquête de l’Angleterre.

## Organisation
Le royaume est divisé en districts navals appelés skipreiða en vieux norrois. Chaque district doit fournir un navire complet, équipé de 40, 42 ou 50 rameurs, ainsi que l’équipage, l’armement et les provisions nécessaires pour une durée d’environ deux à trois mois. Ces obligations reposent sur les fermiers libres, qui forment la base du système. Chaque rame est associée à un homme, tenu par la loi de posséder ses propres armes.
Un steersman, ou barreur, est désigné pour commander le navire. Il est responsable de la coordination du recrutement, de la gestion des ressources et de la direction du bateau en mer. Il assure également la liaison avec le pouvoir royal. En cas de non-respect des obligations, des amendes sont prévues par la loi au profit du roi.
Le leidang est principalement destiné à la défense côtière. Lorsqu’une attaque est imminente, l’ensemble des navires disponibles doit se rassembler. Une fois l’information confirmée sur le lieu et le moment de l’agression, les troupes sont rapidement transportées par mer sur le site concerné. Sur place, la population locale doit soutenir les combattants. Tout homme libre est tenu de prendre les armes, et même les esclaves peuvent combattre ; la loi prévoit leur affranchissement s’ils tuent un ennemi. Pour les expéditions offensives, seule une partie du leidang est mobilisée, afin de préserver une force de défense sur le territoire.